# هنر اکدی
هنر اکدی پس از سومریان، اکدی‌ها به قدرت رسیدند. اکدی‌ها برخلاف هنر اسطوره‌ای سومری‌ها، بر روی قدرت و مقام خداگونهٔ پادشاهان تأکید داشتند. از این رو هنر اکدی برخلاف هنر اسطوره ای سومری به سوی هنری زمینی با جایگاه برتر برای پادشاه پیش رفت. از آثار هنری این دوران می توان به سر مفرغی پادشاه اکدی (۲۳۰۰-۲۲۰۰ ق.م) و لوح پیروزی نام سین (۲۳۰۰-۲۲۰۰ ق.م) اشاره کرد. 

## فهرست منابع
- مرزبان، پرویز، خلاصة تاریخ هنر، انتشارات علمی و فرهنگی، ۱۳۸۳
- ذکرگو، امیر حسین و دیگران، سیر هنر در تاریخ، انتشارات مدرسه، ۱۳۸۲